# Real Steel
Real Steel (Alternativtitel: Real Steel – Stahlharte Gegner) ist ein US-amerikanisch-indischer Science-Fiction-Film des Regisseurs Shawn Levy aus dem Jahr 2011. Der Film mit Hugh Jackman in der Hauptrolle lief am 3. November 2011 in den deutschsprachigen Kinos an.

## Handlung
Im Jahr 2020 werden die Menschen im Boxring durch Roboter ersetzt. Abseits der offiziellen Liga nimmt die Hauptfigur Charlie Kenton, vormals selbst ein aktiver Boxer, als Trainer bzw. Roboterkontrolleur an privat organisierten Roboterkämpfen teil; dies jedoch nur mit mäßigem Erfolg. Dafür reist er mit seinem Truck (einem 1960er International Harvester Sightliner) durch die Lande. Bailey, seine Ex-Freundin und Besitzerin jener Boxhalle, in der ihr Vater einst Charlie trainierte, unterstützt Charlie bei der Wartung der Roboter, ist aber wegen Geldmangels kurz vor dem Aufgeben.
Nach einem Kampf gegen einen Stier, bei dem sein Roboter geschrottet wurde, erfährt er, dass eine andere ehemalige Freundin verstorben ist und ihr gemeinsamer Sohn Max – um den er sich bis zu diesem Zeitpunkt nie wirklich gekümmert hat – nun einen neuen Vormund braucht. Darum bewirbt sich Max’ Tante Debra mit deren Mann Marvin, und Charlie ist zuerst auch ganz froh darüber. Als Charlie beim Gerichtstermin aber bemerkt, dass Marvin vermögend ist, eröffnet er ihm, dass er das Sorgerecht für Max nur dann abgibt, wenn er dafür 100.000 Dollar bekommt. Max soll aber zuerst die Sommerferien bei ihm verbringen, denn Marvin möchte alleine mit Debra Freunde in Italien besuchen. Charlie bekommt die ersten 50.000 Dollar, als Debra und Marvin Max bei ihm abgeben.
Von dem Geld kauft sich Charlie den einstigen Kampfroboter-Champ „Noisy Boy“ und fährt ohne viel Training zum ersten Kampf. Er muss aber Max mitnehmen, da dieser die Schlüssel für seinen Truck hat. Im Übermut wählt Charlie den Endgegner „Midas“ und Noisy Boy wird besiegt und zerstört, weil Charlie nicht mit der neuen Sprachsteuerung umgehen kann und die Attacken nicht kennt. Auf dem Rückweg halten Charlie und Max bei einem Schrottplatz, um Roboterersatzteile zu stehlen, um daraus einen neuen Roboter zu bauen. Als Max im strömenden Regen einen Abhang hinunterrutscht, wird dessen Sturz in die Tiefe nur von einem Roboterarm, an dem er hängen bleibt, gestoppt. Max bemerkt, dass im Schlamm ein ganzer Roboter begraben liegt und nimmt ihn gegen den Willen Charlies mit.
Charlie will den Roboter namens „Atom“ verkaufen, da er ihm wertlos erscheint, weil Atom nur ein Sparringsroboter der zweiten Generation ist, der zwar viel einstecken, jedoch nicht austeilen kann. Max ist jedoch strikt gegen einen Verkauf. Bailey setzt Atom notdürftig instand. Als er Max’ Bewegungen imitiert, erkennt sie, dass Atom eine seltene Schattenfunktion hat. Max trainiert mit Atom und verlangt von Charlie, ihm einen Kampf zu besorgen, welcher wenig später in einem alten Zoo stattfindet. Wider Erwarten gewinnt Atom und Max und Charlie erhalten eine Einladung zu einem weiteren Kampf. Atoms Popularität und Bekanntschaft steigt mit jedem weiteren Kampf, denn bis dahin ist Atom unbesiegt, bis sie schließlich ein Angebot für einen Kampf in der Roboterboxliga WRB erhalten. Max hat zwischenzeitlich verschiedene Komponenten von Charlies früheren Robotern, unter anderem die Spracherkennung von Noisy Boy, bei Atom eingebaut. Vor Kampfbeginn werden sie in die Loge der Besitzer des aktuellen Champions „Zeus“ eingeladen, wo ihnen das Angebot unterbreitet wird, nicht zum Ligakampf anzutreten und Atom stattdessen für 200.000 Dollar zu verkaufen. Charlie will auf das Angebot eingehen, doch Max erklärt Atom für unverkäuflich, da es sein Roboter sei. Nachdem auch der Kampf gegen den zweiköpfigen „Twin Cities“ gewonnen wird, fordert Max das Team von Zeus öffentlich zum Kampf heraus. Nach dem Kampf werden Max und Charlie von einem von Charlies Gläubigern abgefangen und verprügelt. Das gesamte Preisgeld geht dabei verloren.
Charlie ruft daraufhin Max’ Adoptiveltern an, die ihn abholen. Charlie lehnt die zweiten 50.000 Dollar von Marvin ab. Max geht nur widerwillig mit und offenbart Charlie, wie enttäuscht er von ihm sei, weil er nicht um ihn gekämpft hätte. Dies sei doch alles, was er sich je gewünscht hatte. Daraufhin erwidert Charlie, dass Max etwas Besseres als ihn verdient hätte. Nach einem Gespräch mit Bailey fährt Charlie zum Haus von Debra und Marvin und bittet um eine letzte Chance, um wenigstens einmal etwas richtig zu machen. Man sieht Atom an der Straße stehen und Charlie verkündet, dass der Kampf gegen Zeus stattfinden würde.
Als es schließlich zum Kampf kommt, stehen die Kurse hoch, dass Atom nicht einmal die erste von fünf Runden gegen Zeus übersteht, da dieser bisher ungeschlagen ist und seine Kämpfe spätestens in der zweiten Runde beendet hat. Schon der erste Schlag von Zeus schickt Atom auf die Bretter, es gelingt ihm jedoch, wieder aufzustehen. Trotz mehrerer Niederschläge schafft es Atom mit Mühe bis in die vierte Runde. Durch die vielen Treffer fällt dann jedoch die Spracherkennung aus, sodass Atom nicht mehr auf Charlies Befehle reagiert und nur durch den Gong vor einem K.O. bewahrt wird. Max redet so lange auf Charlie ein, bis dieser einwilligt, am Rande des Rings als Schattenboxer die Bewegungen vorzumachen, die Atom dann mit Hilfe der Schattenfunktion imitieren soll. So gelingt es, Zeus an den Rand einer Niederlage zu bringen, zumal dessen Energiereserven zur Neige gehen, bis er schließlich für kurze Zeit keine Schläge mehr ausführen kann. Atom nutzt die Chance und boxt solange auf ihn ein, bis er Zeus niedergeschlagen hat und dieser angezählt wird. Zeus schafft es allerdings sich wieder auf die Beine zu bringen und trotz der weiteren Schläge, die von Atom immer wieder auf ihn niedergehen, gewinnt er ganz knapp nach Punkten. Die Geldgeberin von Zeus, Farra Lemcova, lässt verlautbaren, dass es zwar länger gedauert hat, das Ergebnis aber doch das geplante ist.
Trotz Atoms Niederlage, ernennt ihn der Ringrichter zum Champion der Herzen bzw. des Volkes und genauso wird er von diesem gefeiert und vom Publikum bejubelt.

## Entstehungsgeschichte
Real Steel basiert auf der aus dem Jahr 1956 stammenden Kurzgeschichte Steel von Richard Matheson. Diese wurde bereits 1963 als Folge der Serie The Twilight Zone ausgestrahlt. Laut MovieJones war bereits Real Steel 2 geplant, eine Fortsetzung, die je nach Erfolg des ersten Filmes schnellstmöglich realisiert werden sollte.

### Produktion

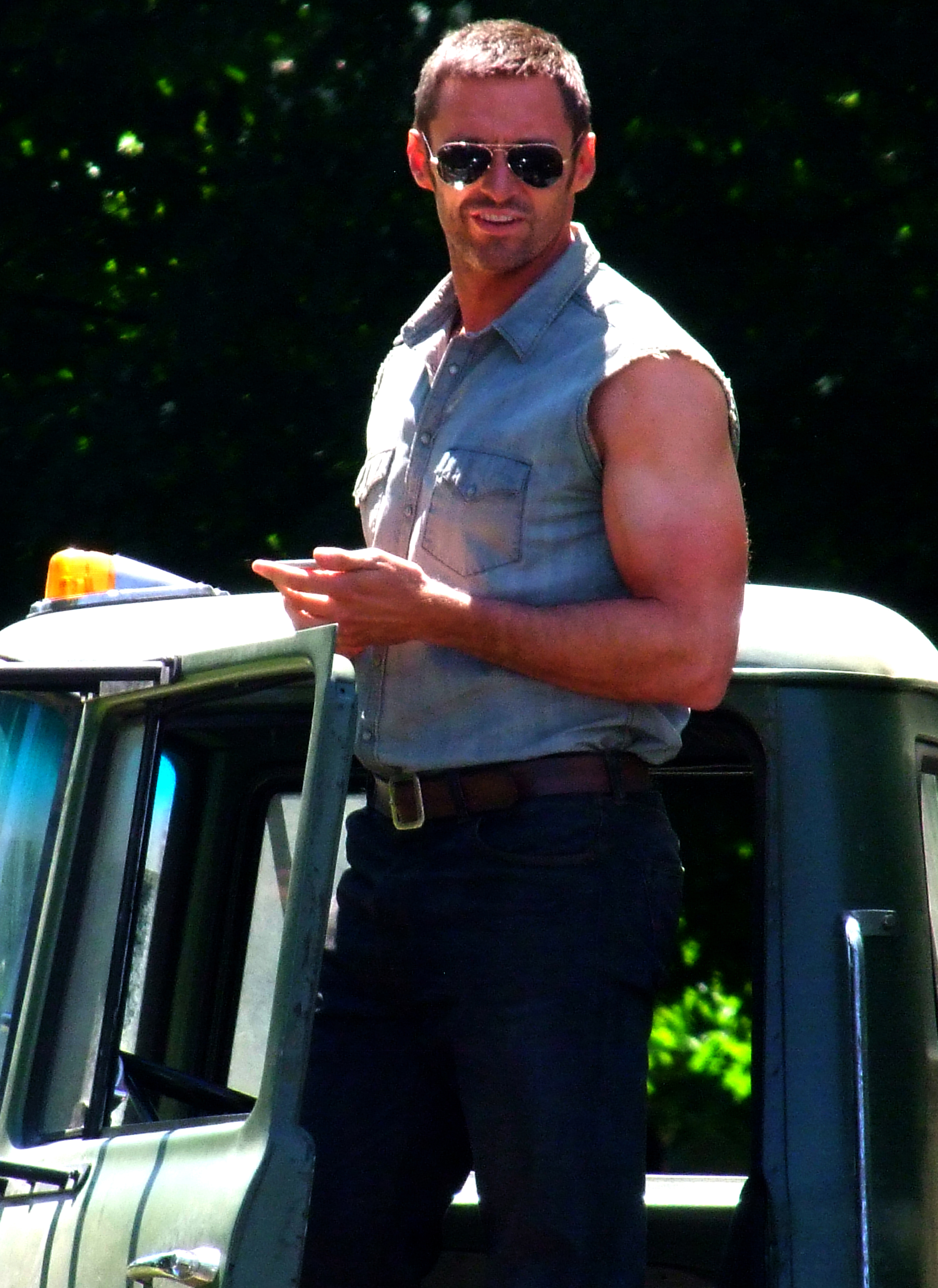
Jackman am Set von Real Steel, Juli 2010

Die Regie des Films führte Shawn Levy, der zuvor vor allem bei Komödien Regie geführt hatte.
Das von Dan Gilroy geschriebene Originaldrehbuch wurde von DreamWorks im Jahr 2005 für 850.000 US-Dollar gekauft. Laut The Hollywood Reporter kaufte DreamWorks das Projekt 2003.
Der Film war eines von 17 Projekten, die DreamWorks bei der Trennung von Paramount Pictures 2008 übernahm.
Regisseur Peter Berg äußerte Mitte 2009 Interesse an dem Film, verschob das jedoch. September 2009 schloss sich Levy dem Projekt an, und die Hauptrolle wurde im November von Hugh Jackman besetzt. Im selben Monat gaben Steven Spielberg und Stacey Snider von DreamWorks dem Projekt grünes Licht. Variety zufolge berichteten Insider von einem Budget von 80 Millionen US-Dollar.
Les Bohem und Jeremy Leven arbeiteten an Gilroys Drehbuch, doch 2009 begann John Gatins einen neuen Entwurf. Nachdem Levy zu dem Projekt hinzu kam, überarbeitete er das Drehbuch mit Gatins. Mathesons Geschichte zeigt eine gefühlskalte Dystopie, Levy jedoch setzte die Handlung in State-Fair- und andere „altmodische“ Americana-Einstellungen, um Nostalgie zu erzeugen und der Vater-Sohn-Handlung einen wärmeren Hauch zu verleihen.
Der Film wurde ab Juni 2010 hauptsächlich in Michigan gedreht, unter anderem in der Gegend um Detroit.
Die Macher produzierten 19 animatronische Roboter für den Einsatz in Szenen mit menschlichen Schauspielern. Für die Szenen, in denen sich die Roboter boxen, wurde Motion Capture genutzt. Boxlegende Sugar Ray Leonard diente als Vorbild für diese Szenen.
Für den Film wurden vier exklusive Vorstellungstrailer der Roboter erstellt, und zwar von Noisy Boy, Twin Cities, Atom und Zeus.

### Marketing
Der erste Trailer von Real Steel wurde von DreamWorks im Dezember 2010 veröffentlicht, der Zweite erschien im Mai 2011. Während der Film boxende Roboter zeigt, wollte Levy in dem Trailer das „Vater-Sohn-Drama, die Gefühle, die Art des mitreißenden Sports, das Amerikanische darin“ aufzeigen. Der Film, so Levy, zeige viel des Roboter-Boxens, aber das sei lediglich ein Stück eines breiteren Spektrums.
Neben der Vermarktung von Trailern und Postern warb DreamWorks die britische Werbefirma Five33 an, um große, den Film repräsentierende Werbemodelle zu bauen, wie sie es bereits für Pirates of the Caribbean – Fremde Gezeiten tat.
Im Film selbst wird außergewöhnlich viel Produktplatzierung betrieben. Unter anderem trinkt Max nur Dr Pepper, viele Computer-Produkte sind von HP und die Arena, in der das Finale stattfindet, heißt bing-Arena. In dieser Arena wird mit einer Sonderfahrt der Kamera noch die Werbebande gezeigt, auf der diverse (z. T. noch nicht eingeführte) Produkte und Marken zu sehen sind. Hierzu zählen z. B. die Sprint Corporation, die Xbox 720, die als mögliche Bezeichnung des Nachfolgers der Xbox 360 gehandelt wurde, Mercedes-Benz, Coca-Cola, Cadillac, Del Taco und einige andere.

### Veröffentlichung
Real Steel sollte ursprünglich am 18. November 2011 veröffentlicht werden. Der Termin wurde jedoch auf den 7. Oktober 2011 vorverlegt, um einen Wettbewerb mit dem Film Breaking Dawn – Biss zum Ende der Nacht, Teil 1 zu vermeiden. Nach einer erneuten Verschiebung kam der Film dann am 3. November 2011 final in die Kinos. Neben herkömmlichen Kinos wurde Real Steel auch in IMAX-Kinos aufgeführt, um dem Publikum zwischen 18 und 34 Jahren gerecht zu werden.

## Rezeption
Während der Film in den USA einen eher durchschnittlichen Start hatte (Eröffnungswochenende: 27,3 Mio. US$), wurde er aus weltweiter Sicht doch noch ein Erfolg. Das letztendliche Einspielergebnis betrug 295.468.508 US$ und allein davon wurden außerhalb der USA 210 Mio. US$ eingespielt. Damit gehört er zu den erfolgreichsten „Sportler“-Dramen aller Zeiten.
Der Film stieß in der Kritik auf geteilte Meinungen:

„Die schlichte, aber mit fulminanten Kampfszenen aufwartende Mischung aus Roboterspektakel und Vater-Sohn-Drama konterkariert ihren kindlich-futuristischen Inhalt mit einer in Set-Design und den Dialogen verankerten Nostalgie, die dem alten industriellen Amerika ebenso Reminiszenz erweist wie dem klassischen Sportfilm.“

„Irgendwie wollen die zwei Geschichten über den Roboter-Kampfsport und die Vater-Sohn-Beziehung nicht wirklich zusammenpassen. Zudem sind die Computereffekte bei den Roboter-Kämpfen nicht wirklich gelungen. Regisseur Shawn Levy (‚Nachts im Museum‘) blieb offenbar nichts anders übrig, als die unvereinbaren Storys zusammenzubasteln. Da wundert es nicht, dass vieles nicht stimmt und alles holprig und stoffelig wirkt. Vom australischen Hollywoodstar Hugh Jackman hätte man bessere Unterhaltung erwartet.“

„Levy erzählt die alte Geschichte von dem nichtsnutzigen Vater, der durch die Begegnung mit seinem sich nach Nähe verzehrenden Sohn lernt, was Verantwortung und Liebe bedeuten, mit den gleichen großen Gesten und sentimentalen Tricks, die spätestens seit Beginn der Tonfilmzeit zu den Standards der Traumfabrik zählen.“

„In zwei zentralen Szenen verschmelzen Vater und Sohn mit ihrem Stellvertreter-Roboter. Der Sohn, indem er vor den Kämpfen Tanzmoves aufführt, die der Roboter exakt gleich ausführt – Shadow-Modus heißt diese Art, ihn zu steuern. Und der Vater, indem er im entscheidenden Kampf dem Roboter die Boxbewegungen vormacht, die er ausführen muss. Klar, dass er in dieser Szene auch sein Trauma ablegt. Und so lernt man in diesem Film: Väter retten ist super! Die ödipalen Konflikte kommen schon noch früh genug. Wohl dem, der einen freundlichen Kampfroboter als treuen Schatten hat!“

## Auszeichnungen (Auswahl)
Dakota Goyo wurde für seine Darstellung 2012 mit dem Young Artist Award in der Kategorie Bester Hauptdarsteller in einem Spielfilm ausgezeichnet. Danny Elfman erhielt für seine Musik einen BMI Film & TV Award. In der Kategorie Beste visuelle Effekte war die Produktion 2012 für den Oscar nominiert.